# 金末帝
金末帝完顏承麟（？—1234年2月9日），金朝末代皇帝，金世祖完顏劾里鉢的後裔，完顏亨的孫子，原為金朝將領，蔡州城破前夕，不欲做亡國之君的金哀宗將帝位傳予他，第二天即位大典完成時蒙宋聯軍已攻入城內，完顏承麟立刻率軍迎敵，最後死於亂軍之中。为東亞历史上在位最短的皇帝，史稱金末帝、金後主。

## 生平

### 早年
完颜承麟为金世祖完顏劾里鉢的后裔，完顏亨的孫子，哥哥完颜承裔為金朝將領，天興二年（1233年）获罪死於獄中，完颜承麟受牽連被发配徐州安置。同年金哀宗為蒙古所迫，放棄汴京出逃，完顏承麟隨徐州守將完顏仲德的軍隊護送哀宗至蔡州，被委任為都尉，天興二年九月初九日（1233年10月13日）被任命為東面元帥孛术鲁娄室的副手。天興二年十二月十一日（1234年1月12日），完顏仲德推薦完顏承麟代替孛术鲁娄室為東面元帥。

### 受禪
天興三年正月初九日（1234年2月8日），包圍蔡州的蒙宋聯軍發動攻勢，蒙古军毀壞了蔡州的西城墙，宋军也推进到南城墙下。半夜，金哀宗召集百官，传位于完顏承麟，完顏承麟向著西面推辭，金哀宗親自拿著玉璽給他，完顏承麟跪在地上哭泣不肯接受。金哀宗以自己不擅長騎馬為理由，表示希望完顏承麟能夠逃出去延续国祚，完顏承麟唯有答允繼位，金哀宗將玉璽交給完顏承麟就退下了。天興三年正月初十日（1234年2月9日）清晨，宣徽使温敦、签东上阁门使事仆散斜不失主持完顏承麟的即位大典，完顏承麟穿著甲胄，站在正座前接受百官朝拜，忠孝军元帅蔡八兒以不能再服事另一個君主為由拒絕向完顏承麟行禮。

### 戰死
典禮結束後，百官全部前去禦敵，此時南城上已經插上了宋軍的旗帜。完顏承麟指揮诸将帅防禦，不一會兒蒙宋聯軍攻入南門，與金兵展開巷战，金兵退守子城。哀宗传位后即在幽蘭軒自缢，完顏承麟得到消息，率百官到幽蘭軒哭泣，完顏承麟對众人說：“先帝在位十年，勤俭宽仁，图复旧业，有志不就，可哀也已，吾欲谥之曰哀何如？”大家都贊成。這時敵军已經到了子城下，金兵全力防禦，敵军一度退後，又四面發動猛攻，子城陷落，完顏承麟死于乱军之中。

## 紀念
甘肃泾川县王村镇完颜村的完颜氏族人為完顏承麟修有衣冠冢。